# Saint-Ulrich
Saint-Ulrich település Franciaországban, Haut-Rhin megyében. Lakosainak száma 303 fő (2022. január 1.). Saint-Ulrich Altenach, Ballersdorf, Strueth, Mertzen, Fulleren és Suarce községekkel határos.

## Népesség
A település népessége az elmúlt években az alábbi módon változott:
| Lakosok száma | 309  | 308  | 308  | 308  | 312  | 310  | 308  | 303  |
|               | 2013 | 2015 | 2017 | 2018 | 2019 | 2020 | 2021 | 2022 |